# Echemus ghecuanus
Echemus ghecuanus är en spindelart som först beskrevs av Tamerlan Thorell 1897. Echemus ghecuanus ingår i släktet Echemus och familjen plattbuksspindlar.
Artens utbredningsområde är Myanmar. Inga underarter finns listade i Catalogue of Life.